# Piramide

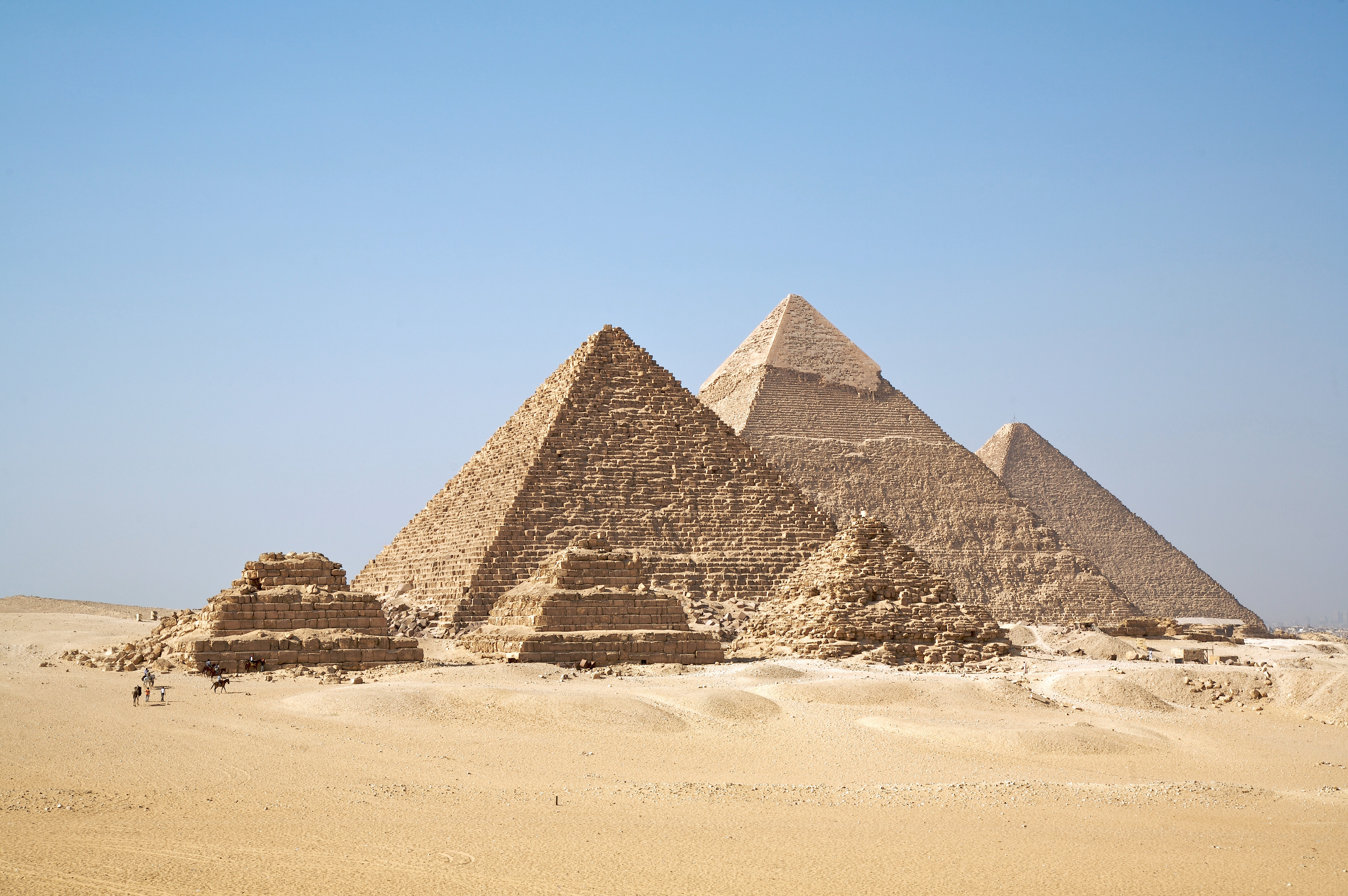
Le piramidi di Giza

Una piramide è una struttura monumentale la cui forma assomiglia a una piramide in senso geometrico.
La piramide è stata utilizzata come tipologia in architettura soprattutto nei tempi antichi, in particolare in Egitto e da alcune civiltà precolombiane nell'America centrale.

## Etimologia
Il termine piramide deriva dalla lingua greca pyramis (πυραμίς) che significa letteralmente "della forma del fuoco" (da pyr-, "fuoco").
Alcuni storici ritengono che il termine greco a sua volta provenga dal termine egizio per-em-us che nel Papiro di Rhind è usato per rappresentare l'altezza della piramide (alla lettera "ciò che va su"); i greci, applicando la figura retorica della sineddoche (la parte per il tutto e viceversa), lo avrebbero poi usato per indicare l'intera opera monumentaria.
Nella cucina greca antica una torta di grano dalla forma piramidale era chiamata allo stesso modo (πυραμίς).

## Architettura
Nell'architettura la piramide è stata utilizzata come tipologia architettonica, con diverse funzioni,  soprattutto nei tempi antichi, in particolare dagli Egizi in Egitto, dai Sumeri in Mesopotamia, dai Maya e dagli Aztechi in America centrale; non mancano alcuni esempi anche nell'architettura contemporanea (il più celebre è la piramide del Museo del Louvre di Parigi, progettata da Ieoh Ming Pei).

### Piramidi egizie

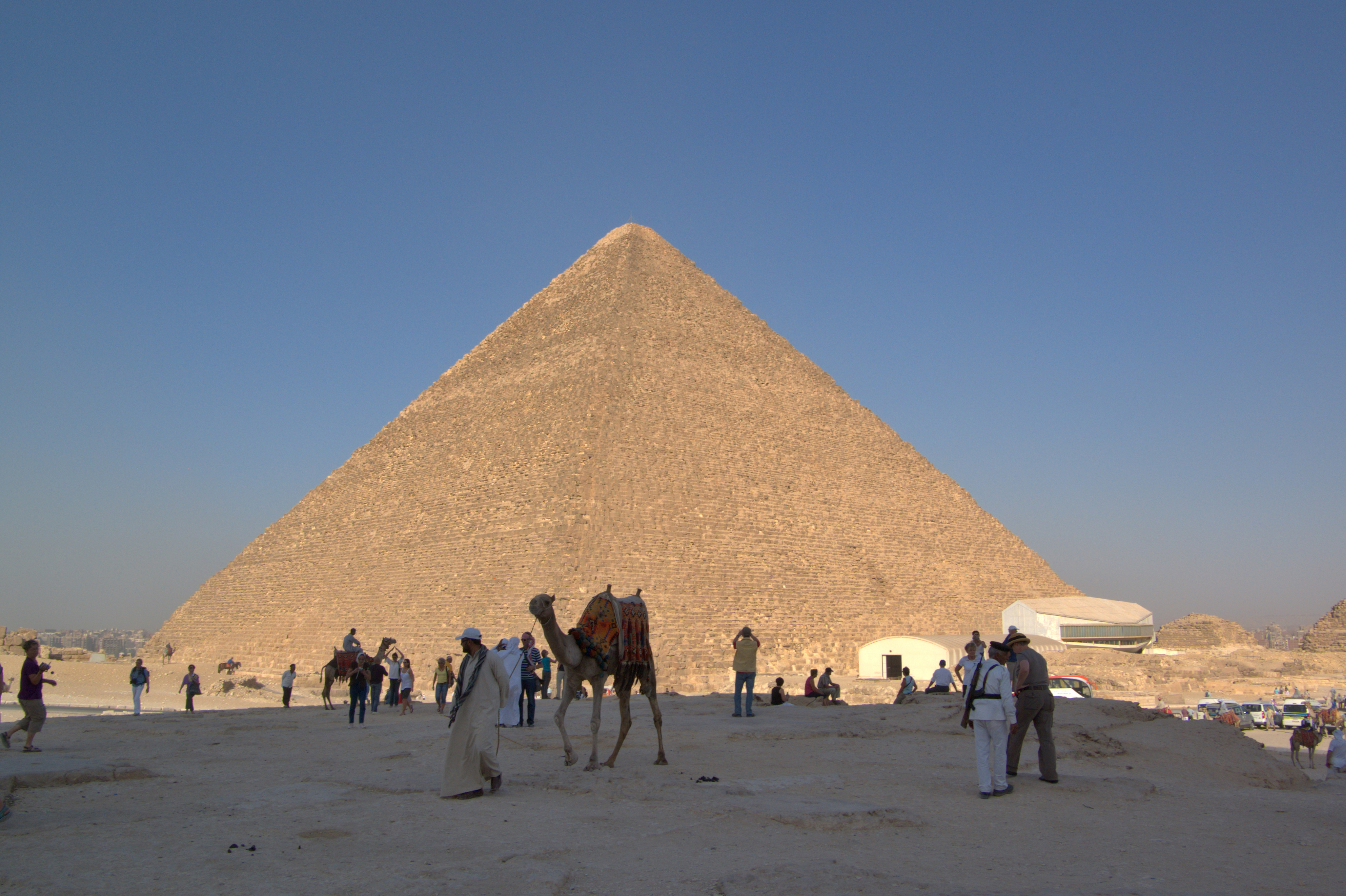
La grande Piramide di Cheope a Giza

Le piramidi egizie sono a base quadrata ad eccezione di alcune a base rettangolare, hanno quattro facce lisce che congiungono gli spigoli, alla sommità era posto il pyramidion.
Secondo la teoria maggiormente accettata tra gli studiosi, le piramidi egizie furono erette come monumenti funerari al di sopra della tomba del sovrano. Lo sviluppo di tali monumenti ebbe inizio con la III dinastia come evoluzione della tomba a mastaba.
Dopo una fase di crescita delle dimensioni del monumento, culminata con la Piramide di Cheope unica delle sette meraviglie del mondo antico ad essere pervenuta a noi, l'uso di questo monumento proseguì ancora per secoli, anche se con forme più ridotte, ed influenzò anche culture limitrofe; le ultime piramidi erette furono quelle rinvenute nel regno di Meroe attribuibili al I millennio a.C.
Nel 1842 Karl Richard Lepsius elaborò una lista di tutte le piramidi presenti sul territorio egiziano.

### Piramidi a gradoni

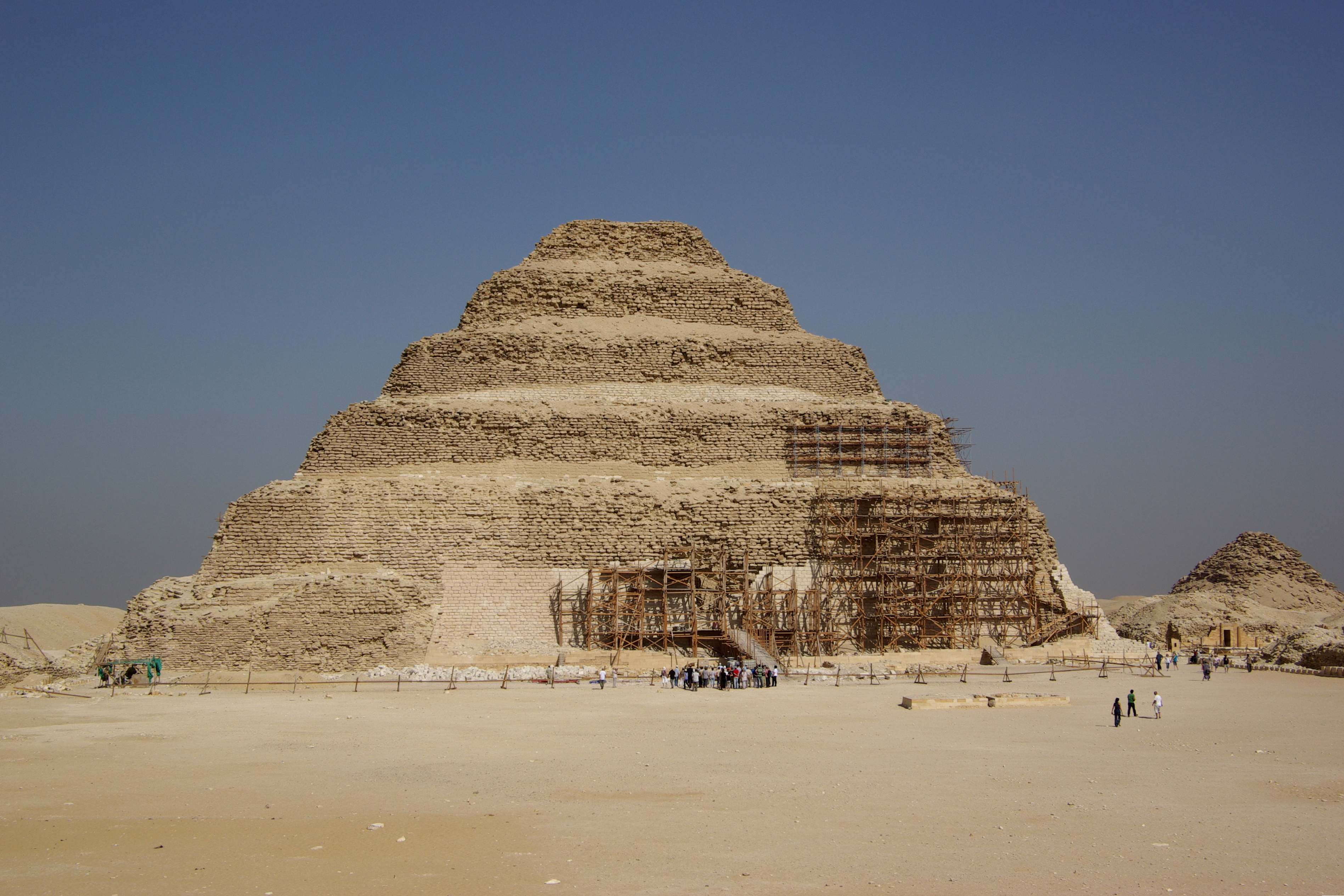
La piramide a gradoni del faraone Djoser, progettata dall'architetto Imhotep, a Saqqara

Questo tipo di piramidi, solitamente, ha una base molto ampia su cui sviluppano diversi strati, o gradoni, di pietra.

Il sistema costruttivo a piramide gradonata è trasversale a molte culture ed ha prodotto anche in contesti storico-geografici indipendenti risultati molto simili.
Abbiamo gli esempi più noti di tali costruzioni in Mesopotamia, nell'Antico Egitto e presso le civiltà precolombiane in America.

Una delle più famose tra quelle antico-egiziane, che risentono dello stretto contatto con le mastabe, è la piramide di Djoser, voluta dall'omonimo faraone e progettata dall'architetto Imhotep.

#### Le piramidi nelle civiltà mesopotamiche
La piramide a gradoni venne utilizzata anche per le ziqqurat, il tempio caratteristico delle religioni sumera, babilonese e assira. La forma rappresenta la volontà dell'uomo di avvicinarsi sempre di più al cielo, e dotata di una sommità piatta sulla quale i sacerdoti officiavano le cerimonie e dalla quale scrutavano le stelle per trarne auspici.

#### Piramidi Maya

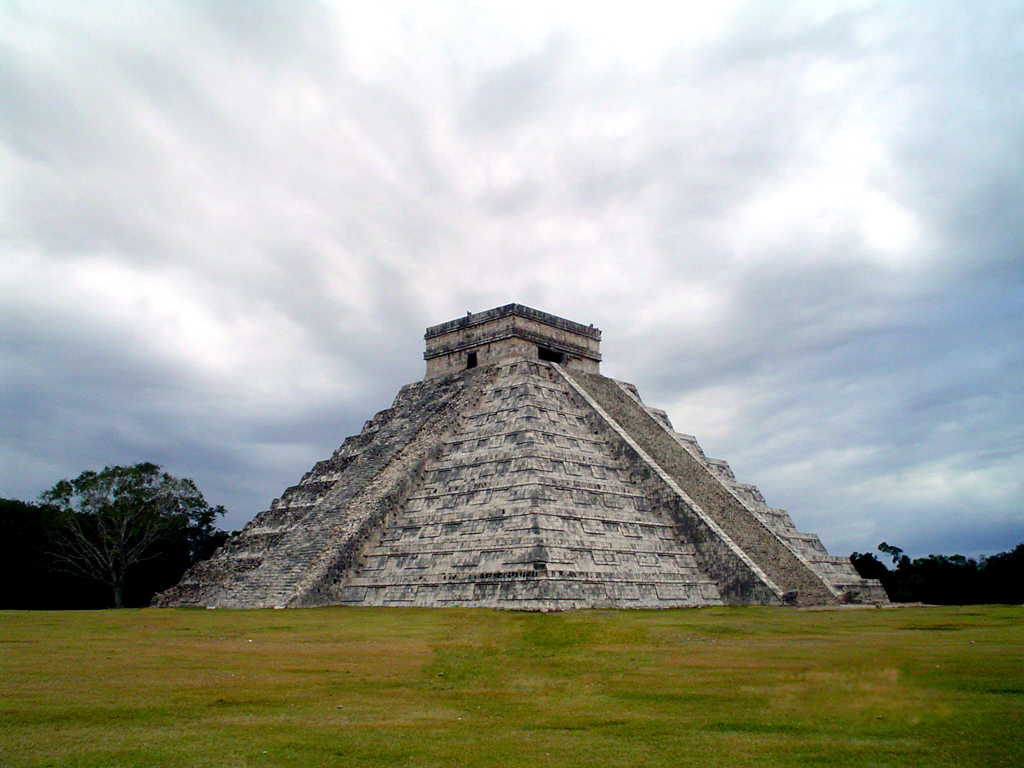
Chichén Itzá, piramide di Kukulcan (detta anche El Castillo)

Le piramidi Maya sono anch'esse a base quadrata ma si sviluppano secondo una struttura a gradoni, generalmente con una struttura in cima facente funzione di tempio.
Sono anche state rinvenute sepolture all'interno di piramidi anche se in maniera sporadica.

### Piramidi greche
Nella regione dell'Argolide vi sono diverse costruzioni a forma piramidale sulla cui funzione e datazione ancora si dibatte. Ufficialmente sono considerate delle torri di avvistamento, tuttavia non si hanno molte certezze.

## Piramidi come opera idraulica
Una diversa lettura dei dati ha portato a sviluppare una teoria, ancora di nicchia, sullo sviluppo delle piramidi legata all'ingegneria idraulica .
In tutte le latitudini vi è la presenza di tumuli di varie dimensioni, alcuni abbandonati, altri riattati a funzioni svariate; alcuni invece raggiungono ancora l'originario scopo di prelevare acqua potabile dal sottosuolo.
La maggior parte di questi tumuli è dotata di gallerie oblique scavate nella roccia sottostante, profonde anche decine di metri, che terminano con una camera. Inoltre la maggior parte sono state costruite in regioni minacciate da periodiche inondazioni.
Laddove tali gallerie sono ancora visitabili, si può notare come queste siano costituite da muretti a secco, senza malta, per far passare l'acqua e l'umidità presente nel sottosuolo, e raccoglierla nelle cisterne, più in basso.
Come accade naturalmente nelle pianure alluvionali, l'acqua filtra tra le rocce e si raccoglie in cisterne dette pozzi artesiani; risale in superficie solo là dove incontri un banco d'argilla (o comunque una sostanza idrofoba), formando le cosiddette risorgive (o fontanili/fontanazzi, a seconda delle varianti locali).
L'acqua risulta potabile, depurata, e a una temperatura costante di 10-12 °C.
Così sono realizzati i pozzi artificiali, più o meno in ogni regione del mondo.
La cosa che rende interessanti queste strutture idrauliche a tumulo è la loro ampiezza: la terrazza attorno al pozzo artificiale è l'ovvia evoluzione urbanistica del villaggio, che tende a disporsi attorno all'unica fonte di acqua potabile.
Quindi, che sia una collina naturale, che sia artificiale, il tumulo si amplia in relazione al bisogno idrico della popolazione, facendo scendere il livello della falda freatica e, col tempo, portando il deserto in luogo della palude.
Il problema principale di questo aumento volumetrico è però la diminuita efficacia idraulica della costruzione.
Questo processo di costruzione in fasi successive è visibile in molte strutture, come le ziqqurat e le mastaba. Per le piramidi egizie, il passaggio da piramide tronca a piramide aguzza è da attribuire a un periodo in cui la costruzione era ormai inutilizzata come opera idraulica.
Difatti la copertura esterna è di materiale diverso, e attualmente si può individuare, grazie agli agenti atmosferici, la più solida struttura interna sotto il mantello ormai sbriciolato: vedi Piramide di Cheope, Sfinge, e le altre Piramidi di Giza.
Altre invece non sopportarono il peso di ulteriori materiali, come accadde alla Piramide di Meidum, che crollò davanti agli ingegneri del Faraone: questo spiega l'esistenza di piramidi classificate come "incompiute".